# Herz für die Sache
Herz für die Sache ist das vierte Studioalbum der Skatepunk-Band ZSK. Es erschien am 10. Mai 2013 bei People Like You Records.

## Erscheinen
Das neue Album erschien neben der CD-Version noch als Download-Version, als limitiertes Boxset, in welchem ein Metallpin, ein Bandana, ein signiertes Zertifikat sowie ein Bonustrack enthalten war, sowie auf Streaming-Plattformen. Außerdem wurde eine Schallplatten-Version verkauft, welche in limitierter Stückzahl mit rotem und gelbem Vinyl und unbegrenzt mit schwarzem Vinyl erschien.

## Titelliste
Folgende Titel sind sowohl auf der CD, LP und Downloadversion enthalten, ausschließlich dem 13ten Lied, welches nur im limitierten Boxset erschienen ist. Bela B. hat bei Punkverrat – einer selbstironischen Abhandlung diverser Vorwürfe an ZSK – einen Gastauftritt als meckernder Altpunk.
1. Antifascista – 2:20
2. Der richtige Weg – 2:27
3. Herz für die Sache – 3:52
4. Was wollt ihr hören – 2:24
5. Before we go – 1:58
6. Lichterketten – 2:17
7. Bis jetzt ging alles gut – 2:21
8. This fight is far from over – 2:36
9. Unser Schiff – 2:32
10. Viel Glück – 2:01
11. Punkverrat – 3:27
12. Soll das alles gewesen sein? – 3:41
13. Jede Sekunde (Bonustrack) – 3:08

## Kritik
Laut.de vergibt vier von fünf möglichen Sternen für das Album.

„ZSK mit ihrer Comebackplatte! Wenn es um Polarisierung ginge, hätte die Band jetzt schon gewonnen. Den einen gelten sie in der Szene als deutsche Variante von Bands wie Bad Religion, Offspring oder Pennywise. Viele andere schmähen sie hingegen als aufgesetzte Kiddiepunks mit fatalem Hang zu Posertum. [...]

Insgesamt aber eine souveräne Vorstellung der deutschen Skatertruppe. Kein Teenie-Punk, kein überforderter Asi-Punk. Keine Schublade! Stattdessen fettes Geknüppel mit überwiegend viel Melodie und intelligenten Texten voll auf die Fresse. Undiplomatisch, antifaschistisch, gut! So muss moderner Punkrock klingen.“